# Tiago Calvano
Tiago Coelho Branco Calvano (Rio de Janeiro, 19 maggio 1981) è un ex calciatore brasiliano, di ruolo difensore.